# Langdysser von Soesmarke

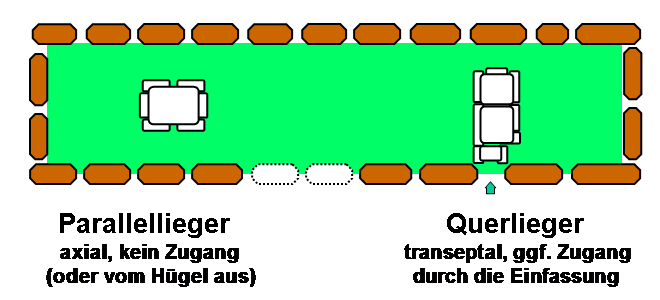
Die Dolmen sind Längs- oder Parallellieger

Guldborgsund Kommune

Die beiden nordwest-südost-orientierten Langdysser von Soesmarke 1 + 2 (auch Soesmark) liegen auf einer Obstwiese nordwestlich von Majbølle in der Guldborgsund Kommune auf Lolland in Dänemark. Sie stammen aus der Jungsteinzeit etwa 3500 bis 2800 v. Chr. und sind Megalithanlagen der Trichterbecherkultur (TBK).

## Langdysse 1
Langdysse 1 hat ein etwa 24 m langes Hünenbett mit einer mittleren Höhe von 1,5 m und einer Breite von etwa 7,0 m (im Nordosten nicht messbar). Die 59 Randsteine der geschützten Megalithanlage  liegen 1,0 m (an den Langseiten) und bis 1,6 m an den Schmalseiten über der umgebenden Feldoberfläche. 
Im Hünenbett finden sich die Reste zweier Kammern. Eine liegt als Parallellieger etwa 3,5 m vom östlichen Ende entfernt. Erhalten sind von der ursprünglich vierseitigen Kammer zwei Tragsteine und der abgewälzte Deckstein. Die westliche, möglicherweise trapezförmige Kammer liegt eingetieft etwa mittig im Hünenbett und wird von ihrem Deckstein bedeckt.

## Langdysse 2
Langdysse 2 hat ein etwa 46 m langes Hünenbett mit einer mit Höhe von 1,25 bis 2,0 m und einer Breite von etwa 9,0 m im Westen und 12,0 m im Osten. Die knapp 60 Randsteine sind nahezu komplett erhalten und befinden sich bis auf Ausnahmen in situ. 
Die parallel liegende Kammer eines Urdolmens liegt etwa 16,0 Meter von dem östlichen Ende entfernt. Sie besteht aus vier Tragsteinen und hat eine Länge von etwa 1,25 m bei einer Breite von 50–75 cm. Der abgewälzte Deckstein liegt ein paar Meter nördlich auf dem Hügel. 
In der Nähe liegen die Majbølle Mühle, Majbølle Kirche und die Langdysser von Nykrog.